# Коронація слова — 2018

Логотип конкурсу

Коронація слова 2018 - Міжнародний літературний конкурс.

## Церемонія нагородження
Церемонія нагородження „Коронації слова-2018“ відбулася 7 червня в Колонній залі міської адміністрації на Хрещатику та 14 червня в Київському Палаці дітей та юнацтва. У ній взяли участь  Юрій і Тетяна Логуші  – засновники конкурсу, Богдан Батрух – меценат конкурсу, Міла Іванцова – багаторазова лавреатка конкурсу, академік Микола Жулинський, посли ряду держав.

7 червня, під час урочистої церемонії нагородження переможців  відбулося вручення літературної відзнаки "Золотий письменник України". У 2018 році її отримали 4 літератора: 
- Олександр Мороз
- Михайло Шевченко
- Леонід Горлач
- Василь Фольварочний

Визначною подією стало заснування масштабного літературного проєкту „Молода КороНація“, який має розкрити всі обрії вітчизняної дитячої літератури, літературний потенціял молоді. 

Ведучими урочистостей були відомі актори Ольга Сумська та Дмитро Хоркін.

## Переможці конкурсу «Коронація слова – 2018»
| Відзнака       | Назва твору                    | Автор                                          | Місто             |
| РОМАНИ         |                                |                                                |                   |
| I премія       | Відступник                     | Ворона Володимир                               | Чернігівська обл. |
| II премія      | Східний синдром                | Ілюха Юлія                                     | Харків            |
| III премія     | Бурштин                        | Тибель Василь                                  | Рівненська обл.   |
| КІНОСЦЕНАРІЇ   |                                |                                                |                   |
| I премія       | Неповернення                   | Сергій Баженов                                 | Київ              |
| II премія      | Ім'ярек                        | Сергій Баженов                                 | Київ              |
| III премія     | Бабине літо                    | Марк Лівін, Марина Артеменко, Оксана Артеменко | Київ              |
| АНІМАЦІЯ       |                                |                                                |                   |
|                | Король Данило. Русь проти Орди | Андрій Ніцой                                   | Київ              |
| П’ЄСИ          |                                |                                                |                   |
| I премія       | Собача будка                   | Марина Смілянець                               | Київ              |
| II премія      | Вирій                          | Ігнатьєва Наталія                              | Запоріжжя         |
| III премія     | Гойдається вечора зломана віть | Григорій Штонь                                 | Київ              |
| ПІСЕННА ЛІРИКА |                                |                                                |                   |
| I премія       | Червоні коні                   | Ігор Шоха                                      | Київ              |
| II премія      | Місто                          | Сажинська Ірина                                | Запоріжжя         |
| III премія     | Аеропортове прощання           | Марина Кузьменко                               | Прилуки           |

Спеціальні відзнаки
| Номінація           | Назва спеціальної відзнаки | Назва твору                               | Автор                            | Місто              |
| Роман               | Спеціальна премія від Андрія Кокотюхи «Золотий Пістоль» за Найкращий гостросюжетний роман                                        | Троє                                      | Потрух Віталій                   | Київ               |
| Роман               | Спецвідзнака від Дари Корній, Тали Владмирової «Українське сучасне фентезі»                                                      | Остання душа                              | Івахнов Антон                    | Біла Церква        |
| Роман               | Спеціальна відзнака за найглибше та найґрунтовніше дослідження історії свого роду від Лесі Воронюк та Всесвітнього дня вишиванки | Тіні                                      | Марічка Крижанівська             | Львів              |
| Роман               | Спеціальна відзнака від філіалу часопису «Час і події» і Марини Олійник                                                          | Троянди підозрілого кольору               | Тетяна Овдійчук                  | Рівне              |
| Роман               | Спеціальна відзнака Від Тараса Демкури за кращий твір про життя та творчість Йогана Георгія Пінзеля                              | Я, Іоанн...                               | Андрій АРКАН                     | Львів              |
| Роман               | Спеціальна відзнака «Правосуддя» від Асоціації розвитку суддівського самоврядування України                                      | Пастка на полоза                          | Добрянський Василь               | Івано-Франківськ   |
| Роман               | Спеціальна відзнака «Правосуддя» від Асоціації розвитку суддівського самоврядування України                                      | Під каблуком сліпих богинь                | Андрій Павловський               | Київ               |
| Роман               | Спеціальна відзнака від Мусульманського культурного центру                                                                       | Вони повер- таються                       | Гарфанг                          | Київська обл.      |
| Роман               | Спеціальна відзнака за гострий детективний роман від українського радіо Культура.                                                | Пернач полковника Вухналя                 | Добрянський Василь               | Івано- Франківськ  |
| Короткий жанр       | Спеціальна відзнака за кращій твір про місто Дніпро                                                                              | Пам`ятник                                 | Наталія Дев’ятко                 | Дніпро             |
| Рецензія            | Спеціальна відзнака за найкращу рецензію на «коронований твір від Софії Філоненко                                                |                                           | Юлія Юліна                       | Кривий Ріг         |
| Рецензія            | Спеціальна відзнака за найкращу рецензію на «коронований» твір від Софії Філоненко                                               |                                           | Овдійчук Тетяна                  | Київ               |
| «Terra інклюзія»    | Спеціальна відзнака від Олени Осмоловської за кращі Інклюзивні оповідання «Terra інклюзія»                                       | Крило янгола                              | Ганна Коназюк                    | Київ               |
| «Terra інклюзія»    | Спеціальна відзнака від Олени Осмоловської за кращі Інклюзивні оповідання «Terra інклюзія»                                       | Дарува- тиму тобі                         | Мар»яна Лелик                    | Київ               |
| «Як тебе не любити» | Номінація короткої прози про сучасний Київ та киян «Як тебе не любити»                                                           | Палітурник                                | Гончарова Раїса                  | Київ               |
| «Як тебе не любити» | Номінація короткої прози про сучасний Київ та киян «Як тебе не любити»                                                           | Триста років на березі Почайної           | Іванов Сергій                    | Київ               |
| Роман               | Диплом | Дана- рінський літопис                    | Наталія Дев’ятко                 | Дніпро             |
| Роман               | Диплом | І це все, що я хотіла сказати про кохання | Світлана Горбань                 | Черкаси            |
| Роман               | Диплом | Три дні в Багдаді                         | Оратовський Сергій               | Київ               |
| Роман               | Диплом | Терези                                    | Анна Хома                        | Львів              |
| Роман               | Диплом | Пригоди француза в Україні                | Катя Кулик                       | Вінниця            |
| Роман               | Диплом | Полоненик                                 | Валентин Тарасов                 | Київ               |
| Роман               | Диплом | Анатомія втрати                           | Міла Дніпрова                    | Херсон             |
| Роман               | Диплом | Клятва                                    | Дудар Вячеслав                   | Кропив-ницький     |
| Роман               | Диплом | Аромат порожніх бляшанок                  | Юрій Логвин                      | Київ               |
| Роман               | Диплом | Абсурдний роман                           | Олег Андрішко                    |                    |
| Кіносценарій        | Спеціальна відзнака: вибір продюсера О. Васильєвої                                                                               | Історія Марти                             | Наталушко Сергій Ольга Макаренко | Київ               |
| Кіносценарій        | Спеціальна відзнака «Симпатія Одеської кіностудії»                                                                               | Світоч свободи                            | Кирильчук Микола                 | Рівне              |
| Кіносценарій        | Диплом | Сім коротких історій про війну            | Володимир Коваль                 | Чернігів           |
| Пісенна лірика      | Спеціальна відзнака Кращий твір про АТО                                                                                          | Вірш для гітари кіборга                   | Пасічник Михайло                 | Жито- мирська обл. |
| Пісенна лірика      | Спеціальна відзнака від Мистецької агенції «Територія А»                                                                         | Колискова                                 | Надія Семена                     | Київ               |
| Пісенна лірика      | Диплом | Ті дикі танці навесні                     | Наталія Смирнова                 | Кропив- ницький    |
| Пісенна лірика      | Диплом | Незгорілий лист                           | Олександр Козинець               | Київ               |
| Пісенна лірика      | Диплом | Танго                                     | Юлія Перегуда                    | Київ               |
| Пісенна лірика      | Диплом | Я люблю тебе поміж справами               | Наталія Гошилик                  | Івано- Франківськ  |
| Пісенна лірика      | Диплом | Чорний ворон                              | Сергій Сірий                     | Тернопіль          |
| Міжнародне визнання | Диплом | Переможна                                 | Мацкова Ірина                    | Словаччина         |
| Міжнародне визнання | Диплом | Відобра- ження                            | Надія Богодар                    | Греція             |
| Міжнародне визнання | Диплом | Жінки не фантазують                       | Скирдіна Людміла                 | Швейцарія          |
| Міжнародне визнання | Диплом | Етюд                                      | Соломія Мардарович               | Польща             |
| Міжнародне визнання | Диплом | Вибач мені, мамо                          | Відмантас Перятіс                | Литва              |
| Міжнародне визнання | Диплом | Іоан Росос. У лігві яничар                | Марія Воробей                    | Греція             |